# Кальери, Джонатан
Джонатан Калье́ри (исп. Jonathan Calleri; 23 сентября 1993, Буэнос-Айрес) — аргентинский футболист, нападающий клуба «Сан-Паулу».

## Биография
Джонатан Кальери — воспитанник академии «Олл Бойз», в составе которого в 2013 году он дебютировал на профессиональном уровне.
В начале 2014 года перешёл в «Боку Хуниорс», однако «Бока» с целью экономии оставила игрока в «Олл Бойз» на правах аренды на полгода. Сумма трансфера составила 300 тыс. долларов. В составе «генуэзцев» в следующем году Кальери стал обладателем Кубка Аргентины и чемпионом страны. По окончании сезона «Бока» стала вести переговоры с миланским «Интером» о переходе игрока в чемпионат Италии. Президент аргентинского клуба Даниэль Анхелиси уже договорился о полугодичной аренде Кальери на время проведения Кубка Либертадорес. Однако в январе 2016 года в переговоры вмешалась международная инвестиционная группа, выкупившая права на аргентинца и официально зарегистрировавшая его в качестве игрока уругвайского «Депортиво Мальдонадо», ранее уже использовавшегося для подобных трансферных операций. Спустя несколько дней Кальери стал тренироваться с бразильским «Сан-Паулу», и некоторое время игрок не имел представления о том, где продолжит свою карьеру.
В результате Кальери стал выступать за «Сан-Паулу» на правах аренды из «Депортиво Мальдонадо». В первой же игре за «трёхцветных» 4 февраля Кальери отличился забитым голом, который позволил «Сан-Паулу» сыграть вничью в гостевом поединке предварительного раунда Кубка Либертадорес против «Универсидада Сесар Вальехо» (1:1). Кальери стал одной из звёзд группового этапа — он оформил «покер» в ворота венесуэльского «Трухильяноса» (6:0), за счёт его дубля «Сан-Паулу» обыграл действующих на тот момент победителей турнира — аргентинский «Ривер Плейт» (2:1). В последнем матче группового этапа Кальери забил гол в ворота «Стронгеста» (1:1), но уже в добавленное ко второму тайму время заработал красную карточку и пропустил первый матч 1/8 финала против «Толуки». В четвертьфинале с «Атлетико Минейро» Кальери также отличиться не удалось, но «Сан-Паулу» сумел пройти в полуфинал за счёт гостевого гола.
Контракт Кальери был рассчитан до 30 июня, но поскольку «Сан-Паулу» вышел в полуфинал Кубка Либертадорес, арендное соглашение было продлено до окончания этого турнира. Довольно высокую результативность аргентинец продемонстрировал и в первенстве штата (четыре гола в 14 матчах), и особенно в чемпионате Бразилии (три гола в четырёх матчах). Кальери часто наказывается жёлтыми и красными карточками, в основном за недисциплинированное поведение, например, за снятую футболку после забитого гола. За полгода в «Сан-Паулу», помимо удаления в игре со «Стронгестом» Кальери получил красную карточку и в матче Бразилейро против «Фламенго» 19 июня, завершившемся со счётом 2:2, причём оба гола за «паулистас» забил именно Кальери. 13 июля Кальери забил девятый гол в розыгрыше Кубка Либертадорес 2016, выйдя на чистое первое место в гонке бомбардиров. Однако «Сан-Паулу» уступил будущему победителю «Атлетико Насьоналю» в ответной встрече полуфинала (1:2) и вылетел из турнира.
Летом 2016 года интерес к Джонатану Кальери проявлял ряд европейских клубов, в частности, английские «Вест Хэм Юнайтед» и «Тоттенхэм Хотспур», а также испанский «Реал Бетис». 16 августа 2016 года Кальери перешёл в «Вест Хэм» на правах аренды до конца сезона. 21 августа он дебютировал в матче Премьер-лиги против «Борнмута».
11 июля 2017 года Кальери перешёл в испанский «Лас-Пальмас», который оформил аренду футболиста до конца сезона 2017/2018. 18 августа аргентинец дебютировал в составе «Лас-Пальмаса» в матче чемпионата Испании против «Валенсии».
22 августа 2018 года испанский клуб «Алавес» арендовал Кальери. 22 сентября 2018 года нападающий забил свой первый гол за «Алавес» в матче против «Райо Вальекано».

## Достижения
«Бока Хуниорс»
- Чемпион Аргентины: 2015
- Обладатель Кубка Аргентины: 2014/15

Личные
- Лучший бомбардир Кубка Либертадорес: 2016 (9 голов)
- Участник символической сборной Кубка Либертадорес по версии Goal.com: 2016

## Клубная статистика
| Клуб                      | Сезон            | Лиги                    | Лиги | Лиги | Кубки | Кубки | Кубки лиги | Кубки лиги | Континентальные | Континентальные | Прочие | Прочие | Всего | Всего |
| Клуб                      | Сезон            | Дивизион                | Игры | Голы | Игры  | Голы  | Игры       | Голы       | Игры            | Голы            | Игры   | Голы   | Игры  | Голы  |
| ------------------------- | ---------------- | ----------------------- | ---- | ---- | ----- | ----- | ---------- | ---------- | --------------- | --------------- | ------ | ------ | ----- | ----- |
| Олл Бойз                  | 2012/13          | Примера Дивисьон        | 0    | 0    | 2     | 1     | —          | —          | —               | —               | —      | —      | 2     | 1     |
| Олл Бойз                  | 2013/14          | Примера Дивисьон        | 28   | 5    | 0     | 0     | —          | —          | —               | —               | —      | —      | 28    | 5     |
| Олл Бойз                  | Всего            | Всего                   | 28   | 5    | 2     | 1     | —          | —          | —               | —               | —      | —      | 30    | 6     |
| Бока Хуниорс              | 2014             | Примера Дивисьон        | 16   | 6    | —     | —     | —          | —          | 13              | 3               | —      | —      | 29    | 9     |
| Бока Хуниорс              | 2015             | Примера Дивисьон        | 26   | 10   | 5     | 2     | —          | —          | 4               | 3               | —      | —      | 35    | 15    |
| Бока Хуниорс              | Всего            | Всего                   | 42   | 16   | 5     | 2     | —          | —          | 17              | 6               | —      | —      | 64    | 24    |
| Сан-Паулу (аренда)        | 2016             | Серия А                 | 5    | 3    | 0     | 0     | —          | —          | 12              | 9               | 14     | 4      | 31    | 16    |
| Вест Хэм Юнайтед (аренда) | 2016/17          | Английская Премьер-лига | 15   | 1    | 0     | 0     | 1          | 0          | 2               | 0               | —      | —      | 18    | 1     |
| Лас-Пальмас (аренда)      | 2017/18          | Ла Лига                 | 37   | 9    | 4     | 3     | —          | —          | —               | —               | —      | —      | 41    | 12    |
| Алавес (аренда)           | 2018/19          | Ла Лига                 | 25   | 6    | 2     | 0     | —          | —          | —               | —               | —      | —      | 27    | 6     |
| Всего за карьеру          | Всего за карьеру | Всего за карьеру        | 152  | 40   | 13    | 6     | 1          | 0          | 31              | 15              | 14     | 4      | 211   | 65    |

1. ↑  Выступление(я) в Южноамериканский кубок
2. 1 2  Выступление(я) в Кубок Либертадорес
3. ↑  Выступление(я) в Лига Паулиста
4. ↑  Выступление(я) в Лига Европы УЕФА